# The Marx Brothers

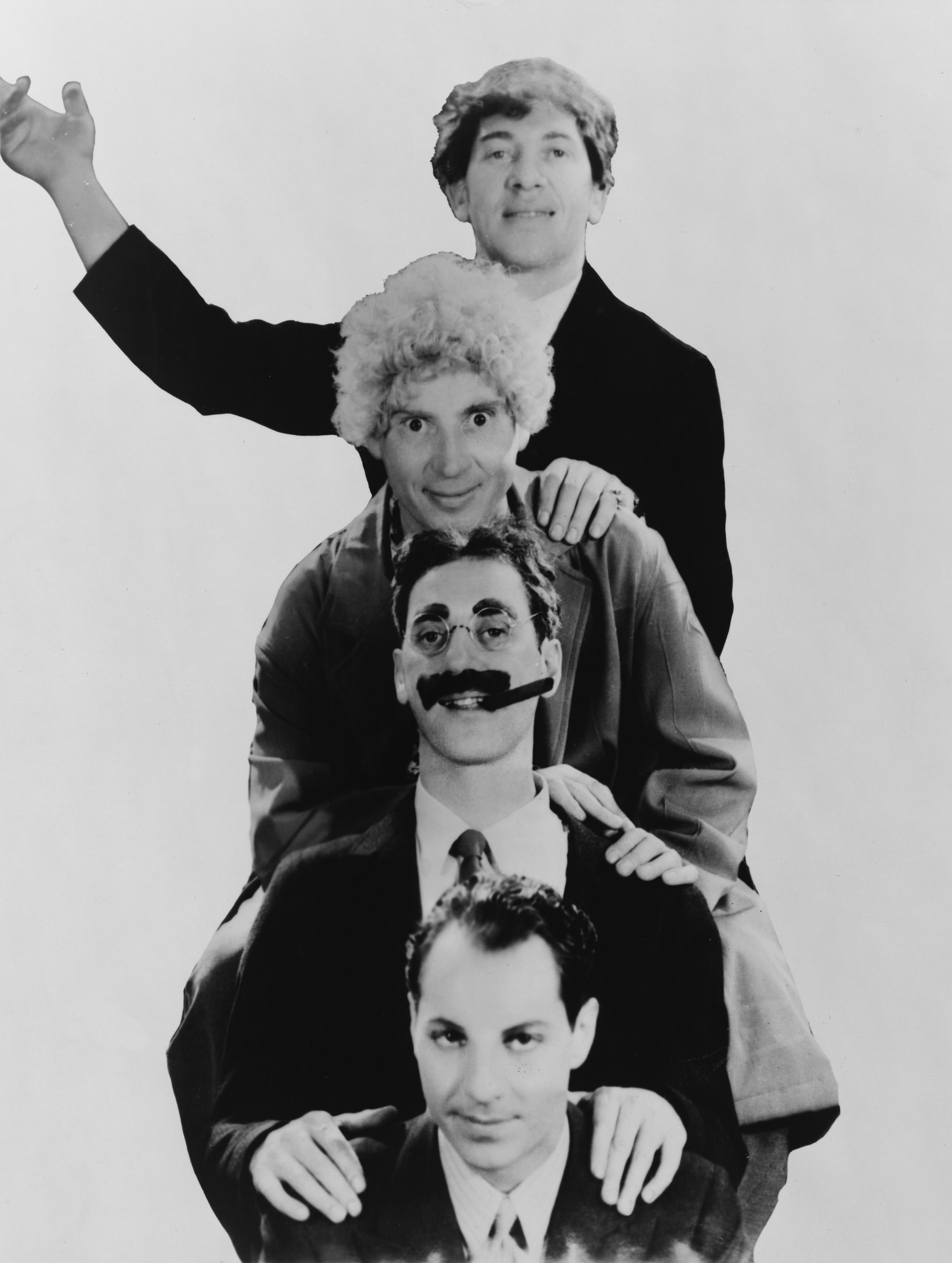
Poster met vier van de Marx Brothers: Chico, Harpo, Groucho en Zeppo

The Marx Brothers was de naam voor een groep Amerikaans-joodse komieken uit de eerste helft van de twintigste eeuw, die ook werkelijk broers waren. Hun carrière ving aan in het theater, maar zij werden wereldberoemd door hun films.
Ze staan bekend om hun wilde, anarchistische en vaak
surrealistische humor. Hun grappen bestaan uit slapstick, maar eveneens uit woordspelingen en intelligente dialogen. Met hun rebelse grappen waren ze de voorlopers van generaties antisentimentele komieken en een van de eerste joodse filmkomieken, waarmee ze de weg vrijmaakten voor mensen als Mel Brooks en Woody Allen.

## Oorsprong
Vijf broers vormden samen The Marx Brothers, ook al traden ze eigenlijk nooit met zijn vijven op. Het waren de vijf overlevende zonen van Sam en Minnie Marx: Harpo, Chico, Groucho, Gummo en Zeppo. Als kwartet traden ze op in de eerste films, Gummo was toen al gestopt als acteur.
Groucho was de eerste die aan een carrière op de bühne begon, maar aanvankelijk met zeer weinig succes. Zijn eerste succes kwam pas toen hij met zijn broers optrad in de muzikale komedie I'll Say She Is. Deze werd gevolgd door nog twee Broadwayhits: The Cocoanuts en Animal Crackers. Deze laatste twee shows werden verfilmd en zijn ook de eerste films waarin The Marx Brothers optraden.

## De broers

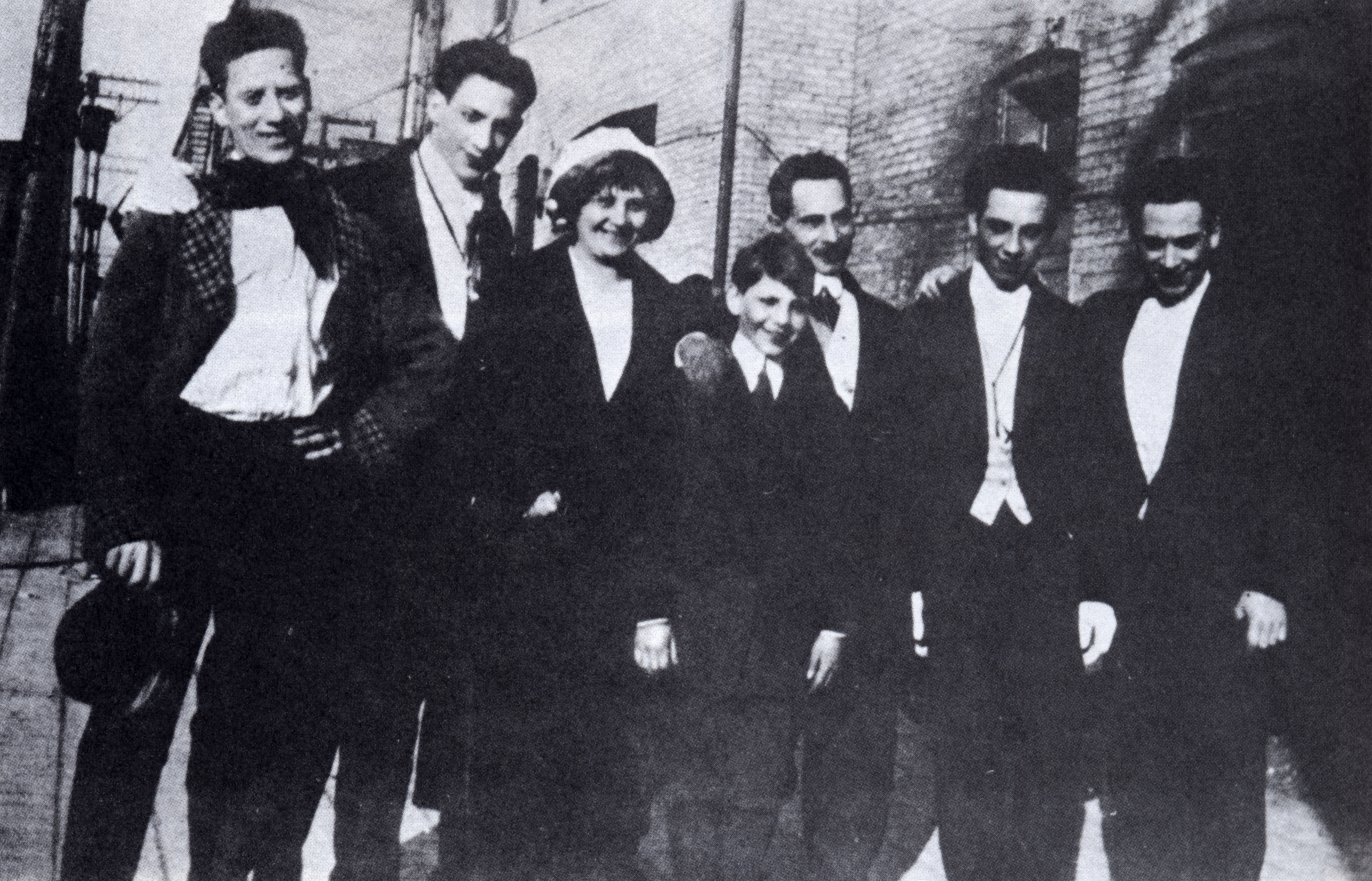
Vroege foto van de Marx Brothers, samen met hun ouders.

Chico (Leonard Joseph Marx; 22 maart 1887 – 11 oktober 1961):
Chico was de oudste broer. Hij was degene die met de rest van de broers besloot muzikale komedies te maken. Indertijd had hij een Italiaans accent aangeleerd om de eventuele antisemieten uit de buurt ervan te overtuigen dat hij Italiaan was en geen jood. Dit accent is samen met zijn talent als pianospeler een van zijn handelsmerken geworden. In de films vervulde hij meestal de rol van sluwe en louche oplichter, vertrouwenspersoon van Harpo, zelfverzekerde pianist en de sceptische assistent van Groucho.
Harpo (Arthur Marx; geboren als Adolph Marx, 23 november 1888 – 28 september 1964):
Harpo vervulde als acteur de rol van stomme, die nooit praat maar zich uitdrukt via gebarentaal, door te fluiten en door zijn toeter te gebruiken. Als een kruising tussen een kind en een wild beest zette hij alles op stelten, viel iedereen lastig, haalde de meest eigenaardige dingen uit zijn jas (zoals een kaars die aan twee kanten brandt, een opgerold touw, een affiche van een pin-upgirl etc.) en achtervolgde hij vrouwen met zijn claxofoon. Zijn pseudoniem "Harpo" is afgeleid van het feit dat hij harp speelde, waar in bijna elke film een muzikaal intermezzo voor werd uitgetrokken.
Groucho (Julius Henry Marx; 2 oktober 1890 – 19 augustus 1977):
Groucho's handelsmerken waren zijn grijnslach, dikke sigaar, waggelende loop en sarcastische opmerkingen, beledigingen en woordspelingen. In de films probeert hij voortdurend aan geld of vrouwen te raken en praat iedereen onder tafel met zijn gevatte en intelligente opmerkingen. Hij was ook zanger en een aantal van zijn liedjes zijn klassiekers geworden, zoals "Lydia, the Tattooed Lady".
Gummo (Milton Marx; 23 oktober 1892 – 21 april 1977):
Gummo was de minst bekende Marx Brother, hij was wel degene die het eerst samen met Groucho optrad, maar voor het grote Broadwaysucces kwam was hij al gestopt met acteren. Jarenlang was hij de manager van zijn broers.
Zeppo (Herbert Manfred Marx; 25 februari 1901 – 29 november 1979):
Zeppo was de jongste van de Marx Brothers. Hij nam de rol van Gummo over toen die ermee stopte. Zeppo was de romantische aangever. Hij kon wel veelzijdiger rollen aan, maar werd getypecast als de ernstigste van de vier.

## Films
De shows van The Marx Brothers werden populair op het moment dat Hollywood de overgang meemaakte van de stomme film naar de talkies. De broers tekenden een contract met Paramount Pictures en startten zo hun filmcarrière.
Hun succesvolste film uit die periode was Horse Feathers (1932), een satire op het Amerikaanse collegesysteem. Maar Duck Soup (1933), dat over het algemeen als hun meesterwerk wordt beschouwd, had veel minder succes. Het betekende hun breuk met Paramount. Zeppo, die altijd de ernstige rollen speelde, stopte hierna met films maken. De eerste vijf films van The Marx Brothers worden in het algemeen beschouwd als hun beste films, waarin ze hun surrealistische en anarchistische humor in hun puurste vorm tot uiting brachten.
De drie overgebleven broers verhuisden naar Metro-Goldwyn-Mayer en wijzigden de formule van hun volgende films. Hun overige films kregen romantische plots en ernstige muzikale intermezzo's, vaak bedoeld als rustpunten tussen de vaak hilarische komische sketches. In A Night at the Opera (1935), een satire op de operawereld, helpen de broers twee verliefde jonge zangers. De film was zeer succesvol en werd gevolgd door het eveneens populaire A Day at the Races (1937), waarin ze keet schoppen op een racebaan. Er volgden nog enkele minder memorabele films tot 1941.
Na de oorlog volgden nog twee films A Night in Casablanca (1946) en Love Happy (1949). De Marx Brothers maakten deze films nog om het voor Chico mogelijk te maken om zijn gokschulden af te betalen. Hierna kwamen nog cameo's in de minder gewaardeerde film The Story of Mankind (1957) en de televisiespecial The Incredible Jewel Robbery (1959), maar dat waren al tussendoortjes: ieder had al een eigen carrière opgepakt. Chico en Harpo gingen door op het toneel en Groucho was een carrière gestart als radio- en televisie-entertainer. Daarnaast heeft hij een aantal boeken geschreven. Gummo en Zeppo hadden samen een theateragentschap.
Op 16 januari 1977 werden The Marx Brothers opgenomen in de Motion Picture Hall of Fame.

## Filmografie

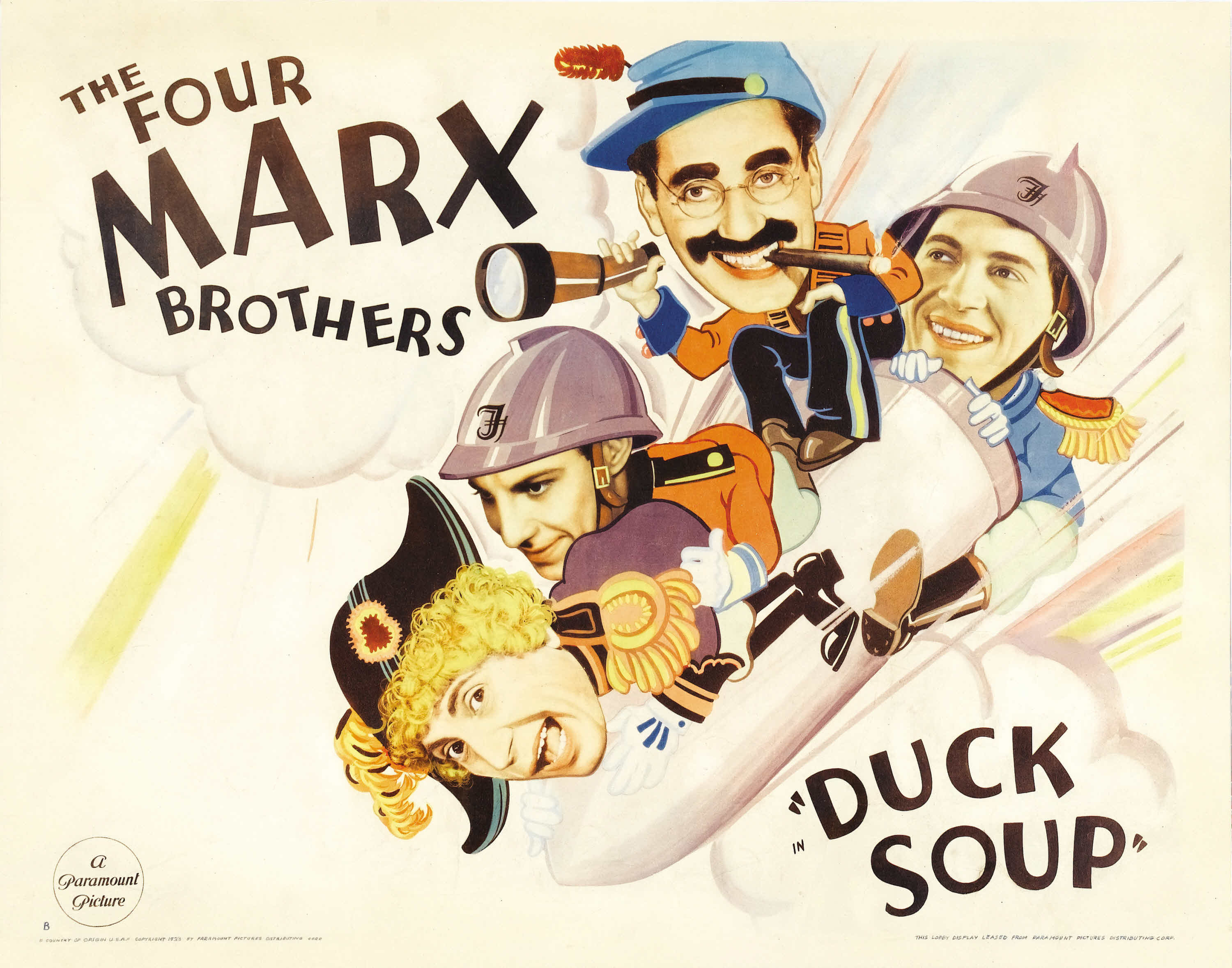

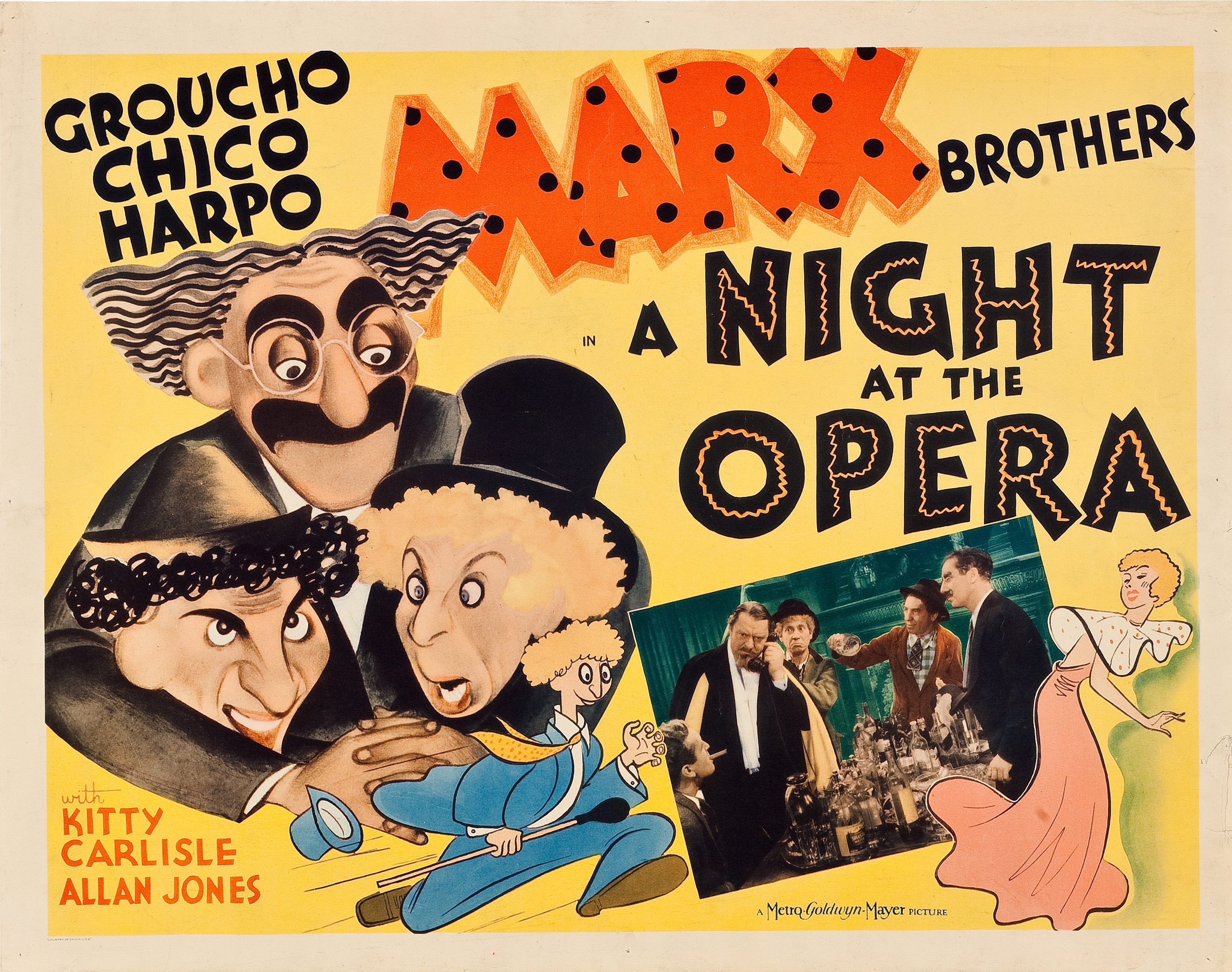

### Films met Chico, Harpo, Groucho en Zeppo Marx
- The Cocoanuts (1929)
- Animal Crackers (1930)
- Monkey Business (1931)
- Horse Feathers (1932)
- Duck Soup (1933)

### Films met Chico, Harpo en Groucho Marx
- A Night at the Opera (1935)
- A Day at the Races (1937)
- Room Service (1938)
- At the Circus (1939)
- Go West (1940)
- The Big Store (1941)
- A Night in Casablanca (1946)
- Love Happy (1949)
- The Story of Mankind (1957)
- The Incredible Jewel Robbery (televisiespecial uit 1959)

### Films met Groucho Marx
- Copacabana (1947)
- Mr. Music (1950)
- Double Dynamite (1951)
- A Girl in Every Port (1952)
- Will Success Spoil Rock Hunter? (1957)
- Skidoo (1968)

## Trivia
- De Marx Brothers hebben als getekende personages een cameo in de korte Disney-animatiefilms Mother  Goose Goes Hollywood (1938) en The Autograph Hound (1939). Harpo heeft ook een rol in de korte animatiefilm Mickey's Polo Team (1936).
- De steeds terugkerende zin "Of course you realize, this means war!" in tekenfilms van Bugs Bunny had regisseur Chuck Jones geleend van Groucho Marx uit de film Duck Soup. Groucho Marx was een van de personen waarop het karakter van Bugs Bunny was geïnspireerd.
- Op de hoes van het album Don't shoot me I'm only the piano player (1973) van Elton John is de filmposter van de Marx Brothers-film Go West zichtbaar.
- De albums A Night at the Opera (1975) en A Day at the Races (1976) van de Britse rockgroep Queen werden vernoemd naar twee films van de Marx Brothers.
- Het Marx Brothers-lied Lydia The Tattooed Lady wordt in 1977 uitgevoerd door Kermit de Kikker in een aflevering van The Muppet Show, door Robin Williams in de de film The Fisher King uit 1991 en door Alpha in de episode "Stalker" van The Walking Dead.